# SZKA Szentpétervár
Az SZKA Szentpétervár (oroszul: Хоккейный клуб СКА) egy orosz jégkorongcsapat Szentpéterváron. A klub az első osztályú Kontinentális Jégkorong Ligában játszik. A betétcsapatai az Összorosz Jégkorong Ligában játszó SZKA-Neva, illetve az Ifjúsági Jégkorong Ligában játszó SZKA-Junior és SZKA-1946.

## Története
A klubot 1946-ban alapították a szovjet bajnokság első szezonja előtt Kirov LDO néven.

## Játékoskeret

Roman Rotenberg, a csapat vezetőedzője

## Nézettség
| Szezon  | Átlagos nézőszám | Helyezés a ligában |
| ------- | ---------------- | ------------------ |
| 2021–22 | 4 211            | 3.                 |
| 2022–23 | 10 969           | 2.                 |
| 2023–24 | 13 332           | 1.                 |